# Hypomecus quadriannulatus
Hypomecus quadriannulatus là một loài tò vò trong họ Ichneumonidae.